# Palazzo Bonifacio (Potenza)
Il palazzo Bonifacio è una ex residenza nobiliare sita nel lato est del centro storico della città di Potenza, alla fine di via Pretoria.

## Storia
Il palazzo è stato edificato verosimilmente tra la fine del '600 e i primi decenni del '700;  l'unico elemento in grado di definirne la data della costruzione è la decorazione costituita da piccole piastrelle apposte sotto il tetto, tra le quali una reca la data dell'anno 1731.
Il fabbricato era inizialmente conosciuto come Palazzo Iorio, dal nome dell'antica famiglia proprietaria dell'immobile. Discendenti dai Baroni di Civitavecchia, gli Iorio, ricordati per i fratelli Carlo, scrittore di diritto e magistrato, e Diego, dottore di medicina e scrittore, vissero nello stesso periodo in cui è databile la costruzione.
A metà dell'Ottocento l'erede dell'edificio è Don Pasquale Iorio, il quale sposa l'erede della famiglia d'Amato, altro antico casato presente a Potenza già nel '500, che era in possesso di grandi appezzamenti di terreni del Capitolo di San Michele. Anche un'altra famiglia è legata alla storia di questo edificio: gli Amati Cantorio di Ferrandina, che sono rappresentati a metà '800 da don Nicola, uno dei più ricchi proprietari di terre nel Materano e di un notevole palazzo al centro del suo paese; di queste due famiglie, gli Amati Iorio di Potenza e gli Amati Cantorio di Ferrandina, resta anche una traccia nella sigla 'IAC' individuata in un mobile nelle soffitte del palazzo in questione. Questo giustifica il secondo nome attribuito all'edificio: Palazzo Amati Iorio.
Il fabbricato, passato per eredità da Matteo Amati al figlio don Luigi sposato con Marietta Benchi, è ceduto agli inizi del '900 all'avvocato Michele Bonifacio da Genzano di Lucania, in quegli anni Presidente della Deputazione Provinciale di Potenza, dal cui nome di famiglia viene la denominazione odierna del palazzo.

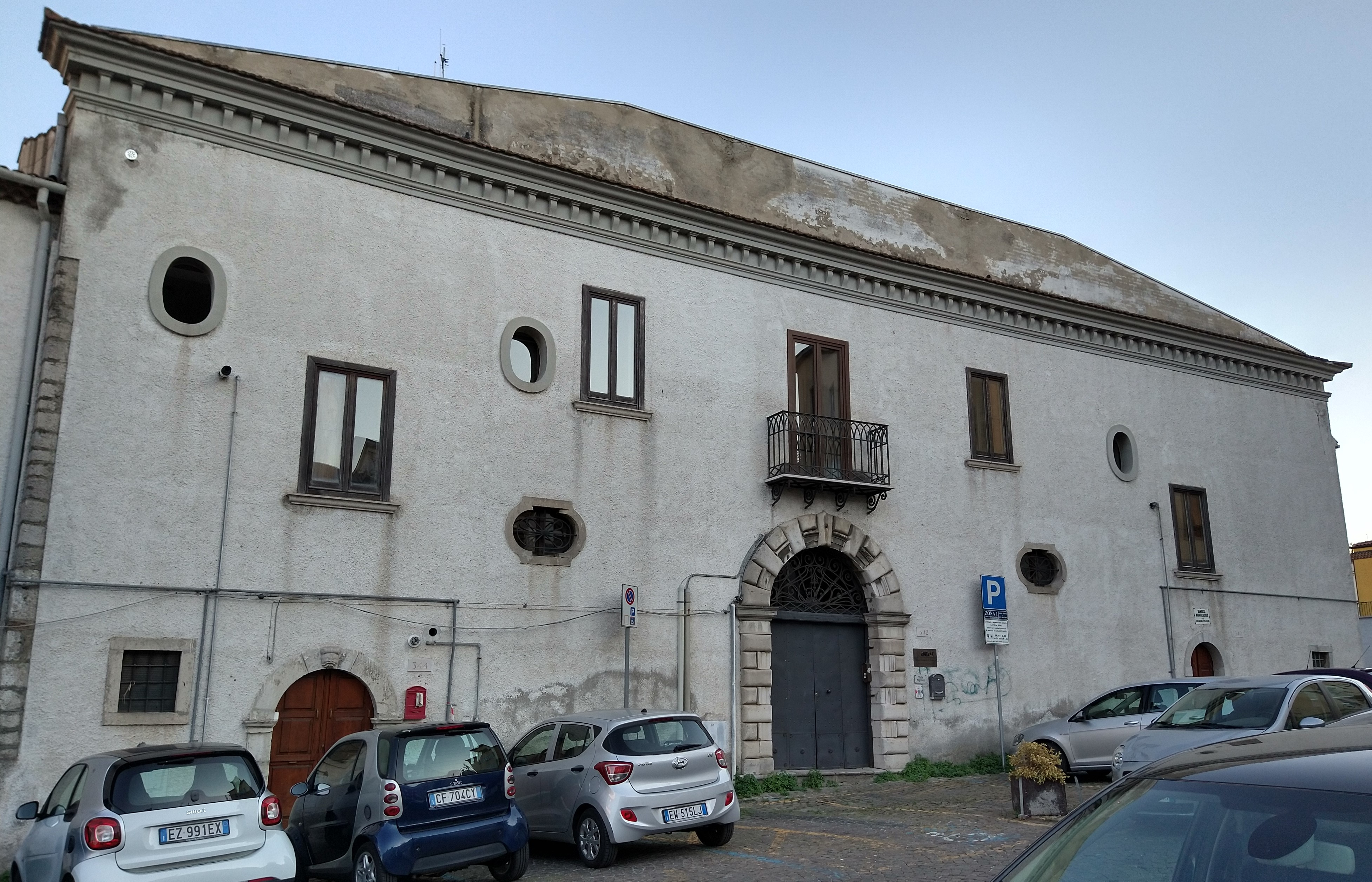
Vista frontale

### Interventi di restauro
Il palazzo per quasi tre secoli rimane nascosto in uno stretto della Strada Pretoria; dopo aver resistito nel corso del tempo ai vari terremoti che hanno colpito Potenza, viene messo parzialmente in mostra, almeno per quanto riguarda il lato prospettico, grazie all'abbattimento di alcuni edifici adiacenti. Tra il 1918 e il 1919 il proprietario Bonifacio vi apporta alcune opere di manutenzione: i lavori consistono nel rifacimento della pavimentazione, realizzata con motivi decorativi floreali a mosaico, nell'apertura di due lucernari e nella installazione di uno dei primi impianti di riscaldamento dell'edilizia potentina, con la caldaia a carbone posta al primo piano e i termosifoni con elementi in ghisa decorati sempre con motivi floreali.
Nel 1975 sono apportate ulteriori modifiche: in seguito ai danni all'edificio provocati dall'abbattimento di costruzioni adiacenti per la realizzazione di un'area adibita a mercato su via Bonaventura, sono rifatti gli intonaci e la copertura del tetto. Il palazzo è restaurato definitivamente nel 1988 e dichiarato dal Ministro per i Beni Culturali ed Ambientali di interesse ai sensi della Legge del 1º giugno 1939, divenendo quindi sottoposto a vincolo monumentale. Oggi questo edificio rimane uno dei pochi ricordi del passato urbanisitico della città.

## Architettura
Come la maggior parte dei palazzi seicenteschi esso presenta una struttura imponente e severa, con poche aperture fra le mura. Internamente è conservato un piccolo cortile lastricato e dotato ancora di parte degli arredi originali; fra questi si trovano tre anelli per legare gli animali, di cui uno infisso in un mascherone decorativo. L'edificio presenta un possente cornicione che poggia su mensole in pietra, con un frontone in pietra e mattoni. Sempre di pietra è anche il massiccio portale principale, affiancato da altri due portali più piccoli che consentivano l'ingresso ai locali di servizio. Come si evince da molte sue caratteristiche architettoniche la funzione dell'edificio era probabilmente quella di palazzo fortino. Tale teoria è avvalorata anche dalla presenza di quattro feritoie archibugiere di circa trenta centimetri.